# Lissonota thuringiaca
Lissonota thuringiaca là một loài tò vò trong họ Ichneumonidae.